# Dobovec, Trbovlje
Dobovec este o localitate din comuna Trbovlje, Slovenia, cu o populație de 188 de locuitori.